# Ernst Oppikofer
Ernst Oppikofer (* 19. April 1874 in Bern; † 27. Oktober 1951 in Basel) war ein Schweizer Arzt für Hals-Nasen-Ohren-Heilkunde, Klinikleiter, Hochschullehrer und Autor.

## Leben und Werk

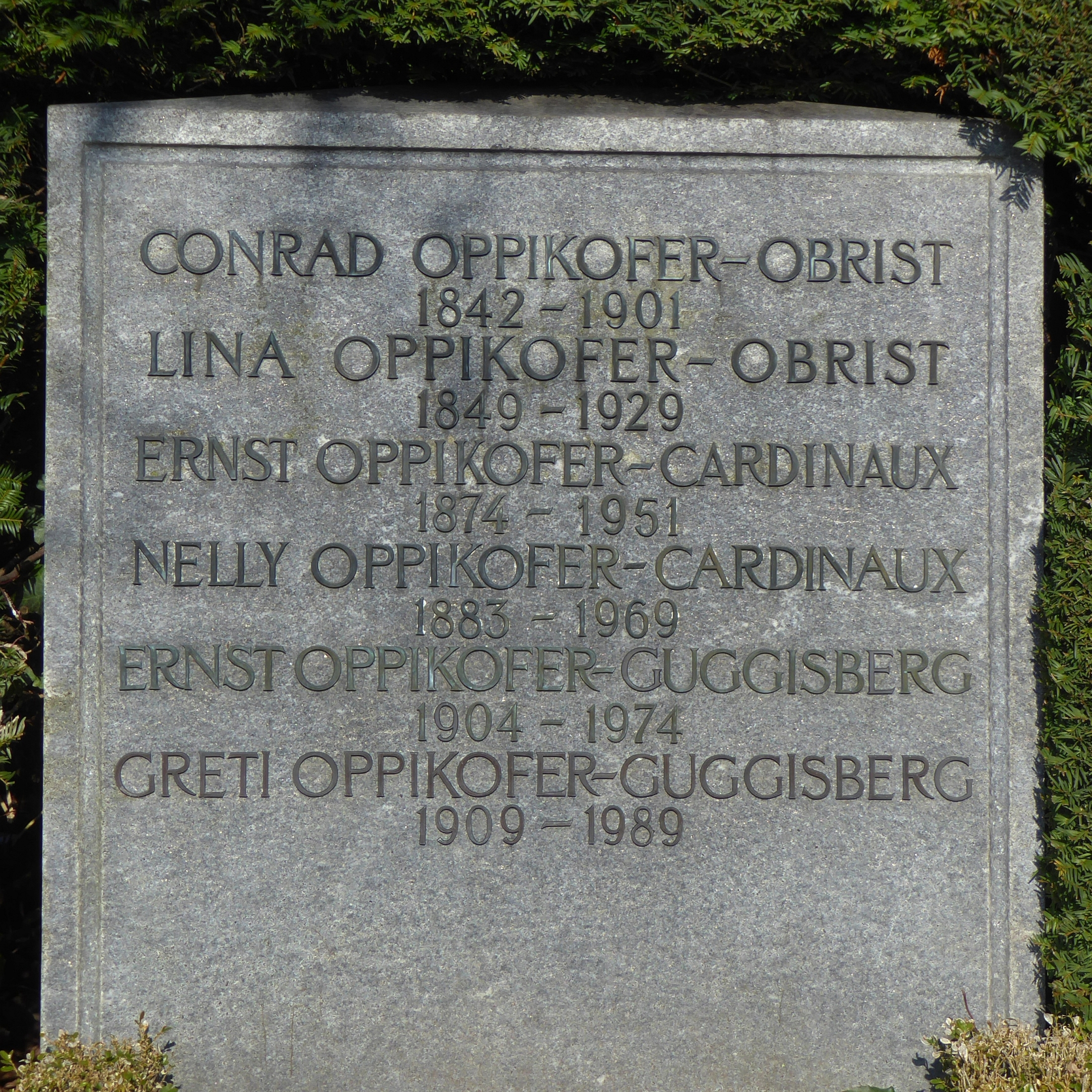
Familiengrab, Friedhof am Hörnli.

Ernst Oppikofer studierte Medizin in Bern, Genf und Würzburg. 1899 schloss er das Studium mit dem Staatsexamen ab und er promovierte 1902. Seine Assistenzzeit verbrachte er in Bern an der Chirurgischen Abteilung bei Theodor Kocher sowie an der Ohren-Hals-Klinik des Bürgerspitals Basel bei Friedrich Siebenmann.
1904 eröffnete er seine eigene Privatpraxis in Basel. 1906 habilitierte er sich an der medizinischen Fakultät der Basler Universität und wurde Privatdozent. Siebenmann bot ihm 1913 die neugeschaffene Stelle eines Sekundärarztes an der Ohren-Hals-Klinik an. In der Folge wurde er Vorsteher der ORL-Poliklinik und Stellvertreter Siebenmanns an der Klinik. 
Oppikofer wurde 1919 zum ausserordentlichen Professor an der Universität Basel ernannt. 1922 trat er die Nachfolge Siebenmanns an. Im gleichen Jahr wurde er zum ordentlichen Professor ernannt und lehrte bis 1941 an der Universität Basel. 1931 erlitt er eine schwere Verletzung, die eine schwere Sepsis zur Folge hatte. 
Oppikofer verfasste eine grosse Anzahl von Schriften und veröffentlichte an die hundert Aufsätze und wissenschaftliche Arbeiten.
Ernst Oppikofer war mit Nelly, geborene Cardinaux (1883–1969), verheiratet. Die ältesten Söhne und zwei Schwiegersöhne waren seine Schüler gewesen. Seine letzte Ruhestätte fand er auf dem Friedhof am Hörnli.